# Mundo Perdido

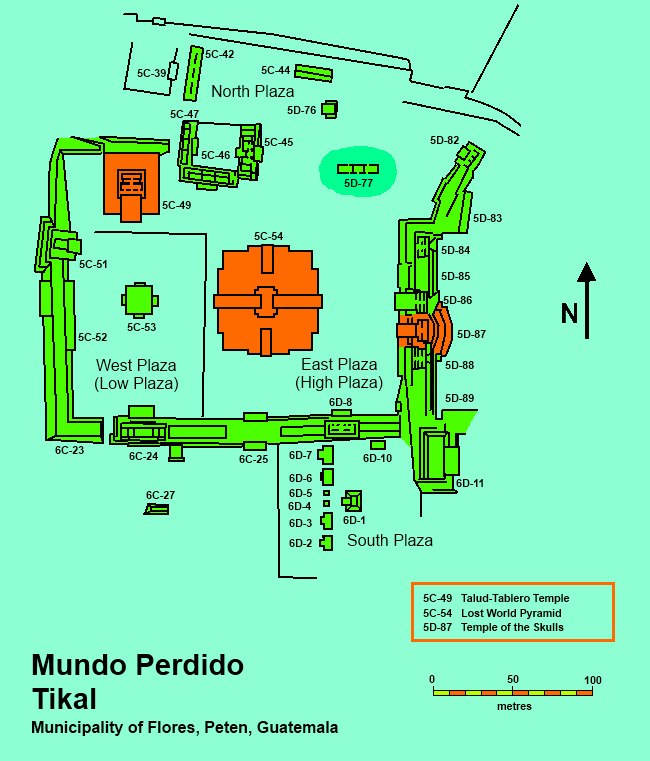
Plan Mundo Perdido

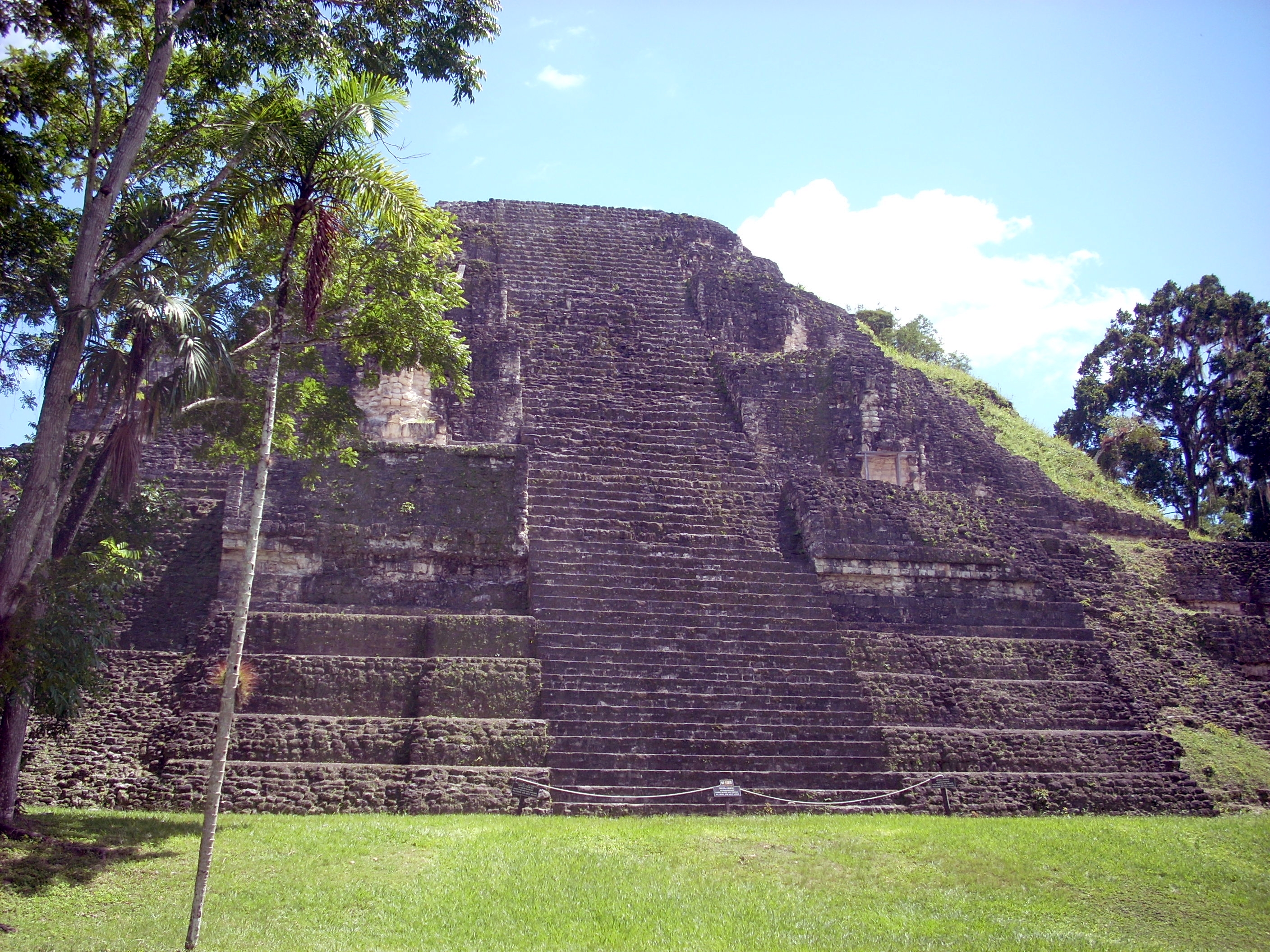
Platforma 5C–54

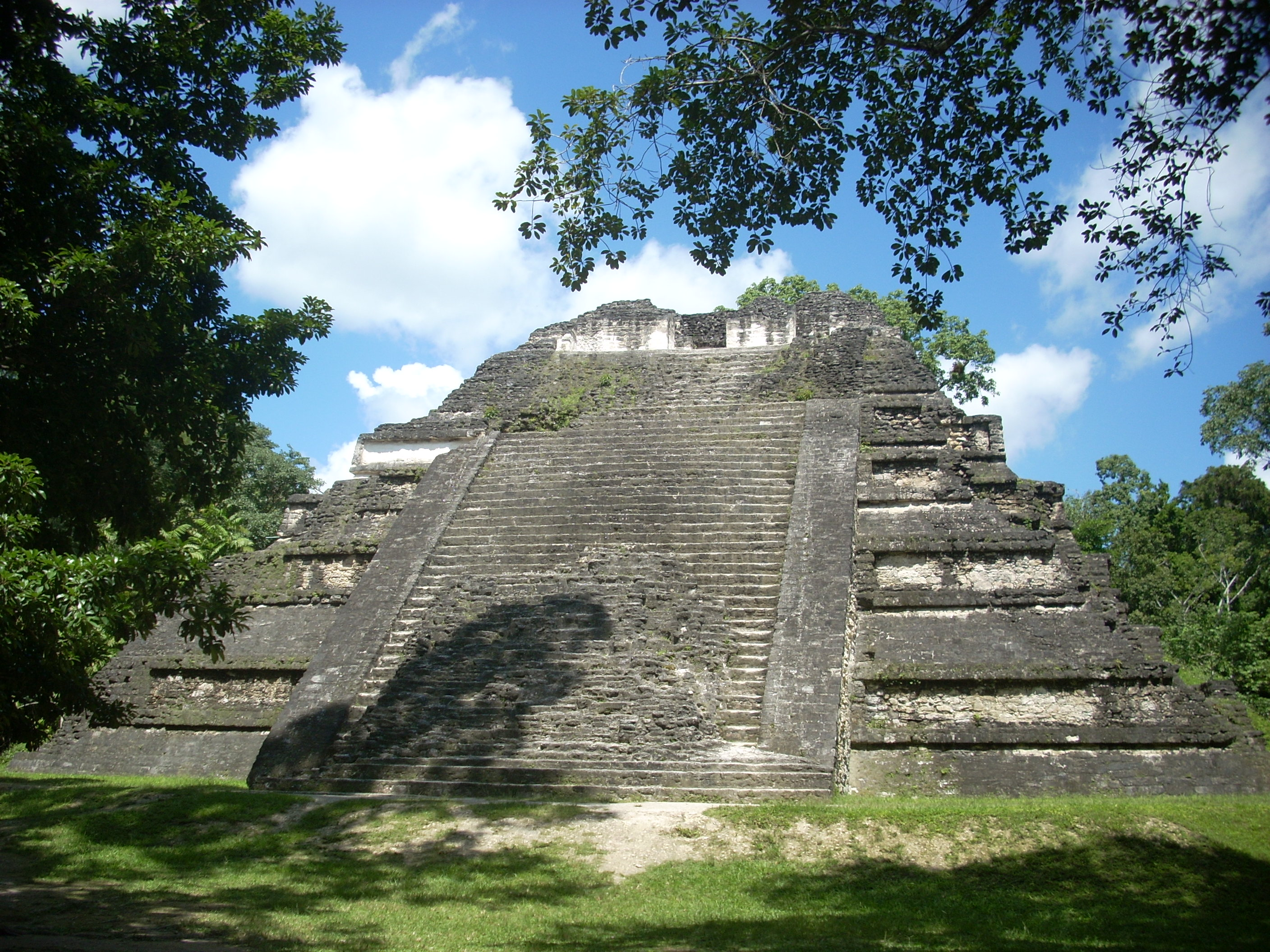
Obiekt 5C–49

Mundo Perdido (pol. „Plac Zaginionego Świata”) – ruiny kompleksu architektonicznego z okresu preklasycznego w południowo-zachodniej części Tikál, mieście Majów w Gwatemali. 
W 1979 stanowisko archeologiczne w Tikál wraz z otaczającym je parkiem narodowym zostało wpisane na listę światowego dziedzictwa UNESCO.

## Opis
Mundo Perdido znajduje się w pobliżu Akropolu Centralnego, na południowo-zachodnim krańcu Tikál. Zajmuje obszar 60 tys. m², na którym odkryto 38 różnych struktur . 
Całość składała się z dwóch platform – promienistej ze schodami z czterech stron i wydłużonej, przecinającej plac na wschód. Według Hendersona (1997) struktury te reprezentowały początkowe stadium kompleksu astronomicznego z charakterystycznymi punktami oznaczającymi wschody słońca. Platformy były wielokrotnie przebudowywane. Na wschodniej platformie, w I w. postawiono trzy piramidy, oznaczające wschody słońca podczas przesileń i równonocy, patrząc z drugiej platformy. W IV w. powiększono platformę promienistą, tak, że osiągnęła wysokość 31 m. Platforma wschodnia i trzy piramidy również zostały rozbudowane, a na placu wzniesiono dodatkowe budowle. Część z nich powstało w stylu talud-tablero, który rozwinął się w Teotihuacán.   
Współcześnie, na środku placu wznoszą się pozostałości platformy promienistej (5C–54), która kiedy powstawała, była jedną z największych budowli Mezoameryki. Na platformie tej nigdy nie stała piramida . Platforma ta nazywana jest także Piramidą Zaginionego Świata. Na jej szczyt prowadziły schody z czterech stron, przy czym najbardziej okazałe, zdobione maskami, znajdowały się po stronie zachodniej.  
Po wschodniej stronie odkryto pozostałości budowli z późnego okresu klasycznego (5D–86) oraz pozostałości schodów (5D–87). W ruinach obiektu 5D–86 znaleziono wczesno-klasyczną stelę 39. 
Obiekt 5C–49, wzniesiony między 250 a 300 rokiem n.e., jest najstarszą budowlą na terenie Tikál w stylu talud-tablero .
Od roku 250 do roku 378, Mundo Perdido było miejscem pochówku władców Tikál. Sześć grobów dzieci i dorosłych odkryto w trzech piramidach na platformie wschodniej . 
W 1979 stanowisko archeologiczne w Tikál wraz z otaczającym je parkiem narodowym zostało wpisane na listę światowego dziedzictwa UNESCO .
Badania archeologiczne kompleksu zaczęto prowadzić w latach 80. XX w. pod kierownictwem gwatemalskiego archeologa Juana Pedro Laporte (1945–2010). Prace prowadzone w ramach projektu Proyecto National Tikal dostarczyły przesłanek, by uważać Mundo Perdido za pierwszy krok w budowie Tikál. 